# Asdrúbal Sánchez
Asdrúbal José Sánchez (Caracas, 1º aprile 1958) è un ex calciatore venezuelano, di ruolo centrocampista.

## Carriera

### Club
Ha sempre giocato nel campionato venezuelano.

### Nazionale
Con la maglia della Nazionale ha preso parte a due edizioni della Copa América, venendo eliminato in entrambe le occasioni al primo turno.